# Большая наводка
«Большая наводка» (англ. The Big Tip Off) — фильм нуар режиссёра Фрэнка Макдональда, который вышел на экраны в 1955 году.
Фильм рассказывает об афере, которую проворачивает крупный бандит и мошенник Боб Гилмор (Брюс Беннетт), который вовлекает в орбиту своей деятельности друга детства, бедного журналиста Джонни Дентона (Ричард Конте), анонимно передавая ему наводки на крупные убийства в криминальном мире. Когда благодаря своим криминальным публикациям Джонни становится достаточно популярен, Боб с его помощью организует благотворительный телемарафон, а затем похищает все собранные в ходе марафона средства.
Несмотря на сильный актёрский состав, фильм не произвёл впечатления на критиков, обративших внимание главным образом на включение в него нескольких номеров с участием популярных артистов эстрады Лос-Анджелеса того времени.

## Сюжет
Ночью газетный обозреватель Джонни Дентон (Ричард Конте) незаметно пробирается на второй этаж редакции газеты Los Angeles Chronicle и проходит в свой кабинет. Джонни, который несколько минут назад был ранен в руку, надиктовывает на магнитофон следующее послание для монахини, сестры Мэри Жанны д’Арк (Кэти Даунс), с которой его связывают близкие человеческие отношения.
Джонни начинает рассказ с того момента, когда однажды вечером в своём любимом баре он познакомился с привлекательной женщиной Пенни Конрой (Констанс Смит). Пенни неожиданно спросила его, помнит ли он Роберта «Боба» Гилмора (Брюс Беннетт), своего друга детства из Чикаго, и Джонни с удовольствием вспоминает весёлого Боба, которого не видел уже 16 лет. Когда они выходят на улицу, Джонни с удивлением видит, что Боб ожидает его перед входом. Джонни с восхищением отзывается о его машине, после чего Боб рассказывает, что получил по наследству во Флориде миллион долларов, после чего приглашает журналиста на уик-энд в свой новый дом в Малибу. Собираясь в гости, Джонни немного завидует своему другу, так как сам мало чего добился — он работает в небольшой газете, где ведёт колонку полезных советов, которой мало кто интересуется. Работа не приносит ему ни особого дохода, ни славы, ни удовлетворения.
В своём доме Боб сообщает Джонни, что Пенни не его девушка, а его сотрудница, которая будет помогать ему с благотворительной деятельностью. Боб рассказывает, что его благотворительная организация уже в течение трёх лет работает в Чикаго. Теперь он приехал в Лос-Анджелес, где рассчитывает получить положение в обществе, чтобы развернуть здесь благотворительную деятельность. Когда Боб спрашивает у Джонни совета, с какого проекта можно было бы начать, тот предлагает оказать помощь приходской школе Святой Анны, которая вскоре будет проводить ежегодную благотворительную ярмарку. Боб и Пенни соглашаются помочь школе в организации ярмарки, обещая собрать в десять раз больше денег, чем школа собирала ранее. Джонни направляется в школу, чтобы обсудить такую возможность с отцом Кирни (Сэм Флинт), который направляет его к сестре Мэри Жанне д’Арк, новому учителю в школе, которая отвечает за проведение ярмарки. В тот же день в кабинет к Джонни заходит незнакомец, который утверждает, что Джонни однажды помог его другу. В качестве благодарности незнакомец предлагает Джонни передавать наводки относительно предстоящих событий в криминальном мире, что может помочь Джонни добиться известности как журналисту. Джонни, который жаждет добиться успеха на профессиональном поприще, соглашается, даже несмотря на то, что человек ставит условие о том, что Джонни ни при каких условиях не должен раскрывать свой источник информации.
В тот же день Джонни сообщают по телефону, где и когда будет совершено покушение на некоего Дэна Карри (Мюррей Альпер) из-за его крупных игровых долгов. Джонни прибывает на место как раз в тот момент, когда Карри убивают. Не сообщив об убийстве в полицию, Джонни заходит в ближайший телефон-автомат и диктует сенсационный материал об убийстве в ближайший номер своей газеты, который тут же публикуют на первой полосе. Джонни мучает совесть, когда он осознаёт, что мог бы предотвратить преступление или помочь задержать преступников, вовремя связавшись с полицией, однако огромный интерес к его сенсационному материалу заставляет его забыть о душевных терзаниях. Старый друг Джонни, лейтенант Джордж Ист (Джеймс Милликан) приходит к нему в кабинет, пытаясь выяснить у журналиста источник информации, однако тот даёт понять, что его появление на месте преступления было случайным совпадением. Ист пытается воззвать к совести Джонни, однако тот отказывается говорить даже после того, как детектив предупреждает, что это может разрушить их многолетнюю дружбу. Затем Джонни направляется в приходскую школу, где во время школьного бейсбольного матча знакомится с сестрой Жанной. После игры они обсуждают ярмарку, и первоначально Жанна с опасением относится к привлечению сторонней организации к её проведению, однако уступает после того, как Джонни уверяет её в том, что с компанией Боба всё в порядке. Джонни приезжает к Пенни, которая по указанию Боба берёт уроки светских манер. Видя, как Пенни одинока в Лос-Анджелесе, Джонни уговаривает её вернуться в Чикаго, где та сможет жить нормальной жизнью. Однако Пенни отказывается, говоря, что Боб многому её научил, и она хочет показать, что способна хорошо проводить благотворительные мероприятия. Когда Джонни возвращается домой, на него набрасываются брат Карри (Боб Каррахер) вместе со своим другом. Они избивают Джонни, уверенные в том, что тот знает имя убийцы, однако Джонни им ничего не говорит.
На следующий день на ярмарке отец Кирни с удовлетворением сообщает Джонни, что благодаря работе Пенни денег на благотворительность было собрано в несколько раз больше, чем на предыдущих ярмарках. Затем сестра Жанна при встрече говорит Джонни, что он нравится Пенни. Одновременно она призывает его подумать о том, чтобы газетные заголовки не стали бы ему дороже человеческих жизней, и чтобы при работе с криминалом он думал прежде всего о людях. В этот момент Джонни срочно подзывают к телефону. На другом конце провода незнакомец, рядом в которым стоит Боб, сообщает место и время, где будет убит известный гангстер Ричард Нэйделл. Сестра Жанна видит, как после разговора Джонни стремительно покидает ярмарку. Зайдя в названный дом, Джонни находит там труп человека, после чего звонит в первую очередь лейтенанту Исту, однако по-прежнему отказывается раскрыть имя своего информатора. За отказ сотрудничать с правоохранительными органами Джонни получает 30 суток ареста, что приводит к острой общественной дискуссии о праве прессы на конфиденциальность своих источников информации, которая разворачивается по всей стране. Фотография Джонни попадает на обложку общенационального новостного журнала, его колонка становится одной из самых популярных, а тираж его газеты заметно растёт. Джонни разрешают продолжать журналистскую работу прямо в тюремной камере, а также выпускают на несколько дней на волю. Джонни направляется к сестре Жанне, которая сообщает, что через своих друзей в Чикаго кое-что выяснила о Бобе. По её сведениям, он не имеет к благотворительности никакого отношения, а просто хочет таким образом получить хорошие рекомендации. Жанна просит Джонни выяснить, не связан ли Боб с наводками на убийства, которые тот получает, и ещё раз просит проверить всё, что связано с Бобом.
Тем же вечером у себя дома Боб в присутствии Пенни категорически отметает все подозрения Джонни относительно своей благотворительной деятельности, после чего говорит журналисту, что Пенни любит его. После этого Боб предлагает Джонни провести крупный благотворительный телемарафон, обещая, что все деньги от него поступят на цели, которые укажет сестра Жанна. Однако сестра Жанна отказывается иметь с Бобом дело и снова взывает к совести Джонни, чтобы он помог полиции найти убийц Карри и Нэйделла. На следующий день сестра Жанна ведёт Джонни к вдове Карри и его брату, который просит у журналиста прощения за то, что избил его. Во сне Джонни мучают кошмары, и на утро он сообщает Пенни, что больше не будет принимать наводки от криминала и вернётся к своей старой газетной колонке, с помощью которой пытался помогать простым людям. Они решают посвятить телемарафон сбору средств на строительство новой больницы, после чего Джонни энергично берётся за подготовку мероприятия, а Пенни подбирает артистов для участия в благотворительном концерте в рамках телемарафона. Однако перед самым началом телемарафона Пенни вдруг решает позвонить Джонни и рассказать ему о том, что Боб использовал его и теперь намеревается похитить собранные на телемарафоне деньги. В этот момент появляется Боб, который догадывается, что она задумала. Пенни отказывается участвовать в преступлении Боба, который в ответ заявляет, что Джонни такой же грязный как и они. Когда Боб угрожает уничтожить Пенни, она выбегает из дома и бежит вдоль пляжа. Боб преследует её, и, догнав на пустынном пирсе, душит, а затем сбрасывает её тело в воду.
Джонни удивлён тем, что Пенни нет на марафоне. Тем не менее, он приступает к своим обязанностям ведущего, приглашая для выступления артистов, а также регулярно информируя зрителей о ходе сбора средств. После завершения 16-часового телеэфира Боб подходит к Джонни за кулисами, благодарит его за работу, после чего советует поехать отдохнуть на Гавайи. Более того, Боб уже заказал для него недельный тур, договорился об отпуске на работе и собрал чемодан с вещами, так что Джонни может ехать в аэропорт прямо сейчас. Джонни спрашивает у Боба, куда пропала Пенни, на что тот отвечает, что она будет ждать его в аэропорту. Боб сажает Джонни в такси, однако в аэропорту журналиста встречает лейтенант Ист, которому поступил анонимный сигнал досмотреть багаж Джонни. Открыв его чемодан, Ист находит там 10 тысяч долларов, после чего требует журналиста сказать, куда пропали ещё 100 тысяч долларов, которые были похищены с благотворительных счетов в ходе телемарафона. Джонни клянётся, что ему ничего не известно об этих деньгах, однако лейтенант не верит его словам о том, что всё подстроил Боб, и надевает на Джонни наручники. Не видя другого выхода, Джонни бьёт Иста и убегает, чтобы самостоятельно поймать Боба. Воспользовавшись помощью знакомого газетчика, он снимает наручники и берёт его револьвер, после чего незаметно проникает в дом Боба в Малибу, где у входа находит туфлю Пенни, которую та потеряла во время побега.
Удивлённый его появлением, Боб утверждает, что Пенни уехала по собственной воле. Однако Джонни не верит ему, и, достав револьвер, собирается сдать его полиции. Боб говорит, что у полиции на него ничего нет, зато Джонни находится под подозрением, так как именно он подписывал все документы по телемарафону. И если Джонни его убьёт, то убьёт единственного человека, который может доказать его невиновность. Когда они выходят из дома, Боб выбивает оружие из рук Джонни, и между ними начинается драка, в которой Боб одерживает верх, после чего он выходит из дома и приглашает полицейских, которые дежурят у его дверей. Когда полиция заходит в дом, чтобы арестовать Джонни, тот успевает спрятаться в одной из комнат, и полицейские решают, что он сбежал через дверь на пляж. Джонни проводит в укрытии всю ночь, а на утро видит, как Боб выезжает из дома. Некоторое время спустя Джонни выбирается из дома и приезжает к сестре Жанне, которую просит вызвать Боба на встречу. Заметив у места встречи Иста, Джонни отбирает у детектива оружие, после чего уговаривает того дать ему возможность записать разговор с Бобом, который позволит его разоблачить. Для Боба становится неожиданностью, что на встречу с ним пришёл Джонни, который провоцирует его на откровенный разговор. Чувствуя себя в безопасности, Боб рассказывает журналисту, что это он убил Нэйделла и Пенни, а также похитил деньги, собранные во время телемарафона, подставив в этом Джонни. Заметив магнитофон, Боб извлекает из него плёнку и пытается бежать. Джонни преследует его в тёмных переулках, где они обмениваются выстрелами. Сначала Боб ранит Джонни, а затем Джонни убивает Боба, когда тот выходит из укрытия. Раненый Джонни добирается до своего кабинета, где надиктовывает послание сестре Жанне.
Закончив диктовать текст, Джонни видит на столе записку с просьбой позвонить Пенни в больницу. Джонни мчится в больницу, где Пенни, которой удалось выжить, уже дала показания полиции о преступной деятельности Боба. Около неё сидит сестра Жанна, которая советует Пенни помолиться, после чего выходит из комнаты, видя, как Пенни и Джонни нежно берут друг друга за руки.

## В ролях
- Ричард Конте — Джонни Дентон
- Констанс Смит — Пенни Конрой
- Брюс Беннетт — Боб Гилмор
- Кэти Даунс — сестра Мэри Жанна д’Арк
- Вирджиния Кэрролл — миссис Кёрри
- Джеймс Милликан — детектив, лейтенант Джордж Ист
- Сэм Флинт — отец Кирни

## Создатели фильма и исполнители главных ролей
Режиссёр фильма Фрэнк Макдональд, карьера которого охватила период с 1935 по 1965 год, поставил 114 фильмов, более половины из которых были вестернами категории В. Среди наиболее известных его фильмов — приключенческий фильм «Остров ярости» (1936), детективная комедия «Умная блондинка» (1937), хоррор-комедия «Одного тела слишком много» (1944), а также вестерны «Мой друг спусковой крючок» (1946) и «Сражение в бухте команчей» (1963).
Популярный жанровый автор Стив Фишер написал сценарии многих значимых фильмов нуар, среди них «Ночной кошмар» (1941), «Джонни Эйнджел» (1945), «Леди в озере» (1946), «Рассчитаемся после смерти» (1947), «Преследуемая» (1948), «Препятствие» (1951), «Город, который никогда не спит» (1953) и «Пол-акра ада» (1954).
В фильме задействованы две звезды фильмов нуар — Ричард Конте и Брюс Беннетт. Конте более всего известен по главным ролям в фильмах «Звонить Нортсайд 777» (1948), «Плач большого города» (1948), «Воровское шоссе» (1949), «Дом незнакомцев» (1949), «Спящий город» (1950), «Синяя гардения» (1953), «Большой ансамбль» (1955), «Секреты Нью-Йорка» (1955) и «Братья Рико» (1957). Брюс Беннетт сыграл в фильмах нуар «Милдред Пирс» (1945), «Чёрная полоса» (1947), «Нора Прентисс» (1947), «Поддержка» (1949), «Загадочная улица» (1950) и «Внезапный страх» (1952).
Британская актриса Констанс Смит свои наиболее известные роли сыграла в фильме нуар «Тринадцатое письмо» (1951), приключенческой мелодраме «Пленники болот» (1952), триллере «Человек на чердаке» (1953), приключенческом фильме «Сокровища золотого кондора» (1953) и криминальной мелодраме «Импульс» (1954). Кэти Даунс известна по вестерну «Моя дорогая Клементина» (1946), фильму нуар «Тёмный угол» (1946), а также таким фантастическим фильмам категории В, как «Фантом с глубины 10 000 лиг» (1955), «Существо из прошлого» (1956), «Невероятно огромный человек» (1957) и «Ракета на Луну» (1958).

## История создания фильма
Рабочими названиями этого фильма были «Милая благотворительность» (англ.  Sweet Charity) и «Сумеречная аллея» (англ.  Twilight Alley).
В номере «Голливуд Репортер» от 5 ноября 1954 года утверждалось, что на главную роль в фильме был утверждён Кит Ларсен, однако в окончательном варианте картины он не появляется. В новостях «Голливуд Репортер» также сообщалось, что в фильме сыграют актёры Вирджиния Грей, Том Лэдд и Арт Моррисс, однако их появление в картине также не подтверждено.
Материалы выступлений эстрадных артистов Чая Рейеса, Спейда Кули и Джинни Джексон были взяты из музыкального фильма «Танцуют все» (англ. Everybody's Dancin') (1950) производства компании Nunes-Cooley Productions.

## Критика
Современный кинокритик Леонард Мартин дал картине невысокую оценку, охарактеризовав как «незапоминающийся фильм категории В о газетном обозревателе (Конте) и его делах с бандитом (Беннетт) и об афере со сбором пожертвований».
Хэл Эриксон обратил внимание на благотворительный телевизионный марафон, который, по его словам, стал «новым сюжетным ходом» в этом фильме Allied Artists. Однако, по мнению критика, он служит «главным образом оправданием для включения в картину серии не связанных между собой эстрадных номеров с участием таких фигур телевидения Лос-Анджелеса, как Спейд Кули, Эйприл Стивенс, Чай Рейес и Джинни Джексон».